# Lirikonfest
Das Lirikonfest (Mednarodni Lirikonfest Velenje, Internationales Lirikonfest Velenje) ist ein Festival für zeitgenössische Lyrik, das jährlich im slowenischen Velenje stattfindet und seit 2002 von der Literaturstiftung Velenje (Ustanova Velenjska knjižna fundacija) in Zusammenarbeit mit verschiedenen Partnern, darunter der Literaturvereinigung Velenika (Asociacija Velenika), der Öffentlichen Buchagentur Sloweniens (Javna agencija za knjigo RS), lokalen Kulturvereinen und der Gemeinde Velenje organisiert wird. Geleitet wird es vom Lyriker und Initiator der Literaturstiftung Velenje Ivo Stropnik. Das zentrale internationale Schriftstellertreffen, das jährlich Ende Mai oder Anfang Juni in der Vila Bianca stattfindet und bis 2007 unter dem Namen Herbersteinsko srečanje slovenskih književnikov (Herbersteintreffen slowenischer Literaten) mit internationaler Beteiligung lief, wird durch ein ganzjähriges Veranstaltungsprogramm und durch Internationale Übersetzerresidenz in Velenje ergänzt. Im Rahmen des Festivals, dem stets ein aktuelles Festivalthema überschrieben ist, um welches sich die Debatten und Reflexionen drehen, werden mehrere Auszeichnungen vergeben, so das „Lirikon Gold“ (Lirikonov zlát) für Lyrikübersetzungen ins Slowenische oder Übersetzungen slowenischer Lyrik in andere europäische Sprachen oder das „Lirikonfest Gold“ (Lirikonfestov zlát) für den besten Essay zum aktuellen Festivalthema. Der seit 2004 ebenfalls im Rahmen des Festivals verliehene internationale Pretnar-Preis (Pretnarjeva nagrada) wird jährlich an Personen vergeben, die sich besondere Verdienste für die Vermittlung slowenischer Literatur erworben haben und zu „Botschaftern“ der slowenischen Literatur ernannt werden (erster Preisträger war Ludwig Hartinger) Der Velenjica-Preis (Velenjica – časa nesmrtnosti) ehrt slowenische Autoren und Autorinnen, die über ein 10-jähriges lyrisches Opus verfügen. Die geflügelte Schildkröte (Krilata želva) wird für den besten slowenischen Reisebericht vergeben.
Zu den ganzjährig auch an anderen Orten Sloweniens und über die Grenzen hinweg stattfindenden Veranstaltungen zählen pädagogische Programme zur Pflege der Lesekultur wie „Ich fresse Bücher“ (Požiram knjige; für Erwachsene und Jugendliche) oder „Schokolade mit Buch“ (Čokolada s knjigo, für Kinder), weiters Lesungen und Literaturabende, die unter dem Titel „Kostproben aus dem Lirikonfests“ (Lirikon(fest)ove degustacije) laufen.
Im Zuge des Lyrikonfests wird die Anthologie Rp. Lirikon21 herausgegeben, um neuere slowenische Lyrik der Allgemeinheit näher zu bringen. Sie enthält Beiträge neuer slowenischer Lyrik aber auch ins Slowenische übersetzte Lyrik sowie neue slowenische Lyrik in andere Sprachen übersetzt, manchmal auch aus anderen Genres wie Kinder- und Jugendliteratur oder Drama.